# Alberto Adriani

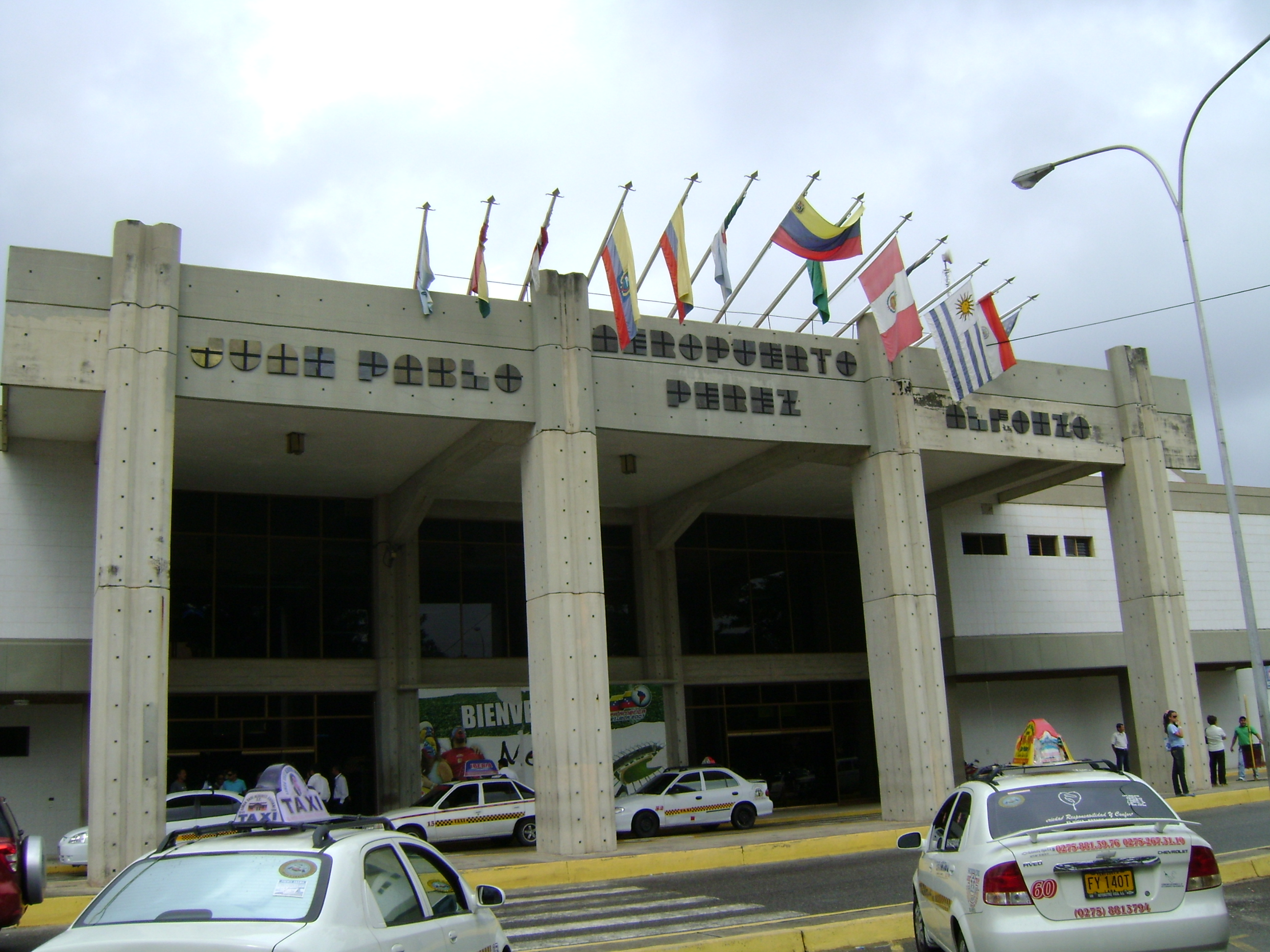
Imagem do Aeroporto de Juan Pablo

Alberto Adriani é um município da Venezuela localizado no estado de Mérida.
A capital do município é a cidade de El Vigia.